# Мептазинол
Мептазинол (англ. Meptazinol), який продається під торговою назвою «Мептідт» — опіоїдний анальгетик, розроблений компанією Wyeth у 1970-х роках. Показаннями до його застосування є помірний та сильний біль, найчастіше використовується для лікування болю в акушерстві (пологи). Мептазинол є похідним 3-фенілазепану, тоді як інші феназепани, такі як етогептазин і прогептазин, є похідними 4-фенілазепану. Мептазинол є частковим агоністом μ-опіатних рецепторів, і його змішана агоністична/антагоністична активність забезпечує менший ризик залежності та зловживання, ніж при вживанні повних μ-агоністів, таких як морфін.М ептазинол демонструє не тільки швидкий початок дії, але й меншу тривалість дії порівняно з іншими опіоїдами, такими як морфін, пентазоцин або бупренорфін.